# Mangʻit
Mangʻit (uzb. cyr. Манғит; karak. Маңғыт, Mańǵıt; ros. Мангит, Mangit) – miasto w środkowo-zachodnim Uzbekistanie, w Republice Karakałpackiej, siedziba administracyjna tumanu Amudaryo. W 1989 roku liczyło ok. 23 tys. mieszkańców. Ośrodek przemysłu włókienniczego.
Miejscowość otrzymała prawa miejskie w 1973 roku.